# Grebbestad
Grebbestad is een plaats in de gemeente Tanum in het landschap Bohuslän en de provincie Västra Götalands län in Zweden. De plaats heeft 1371 inwoners (2005) en een oppervlakte van 116 hectare.

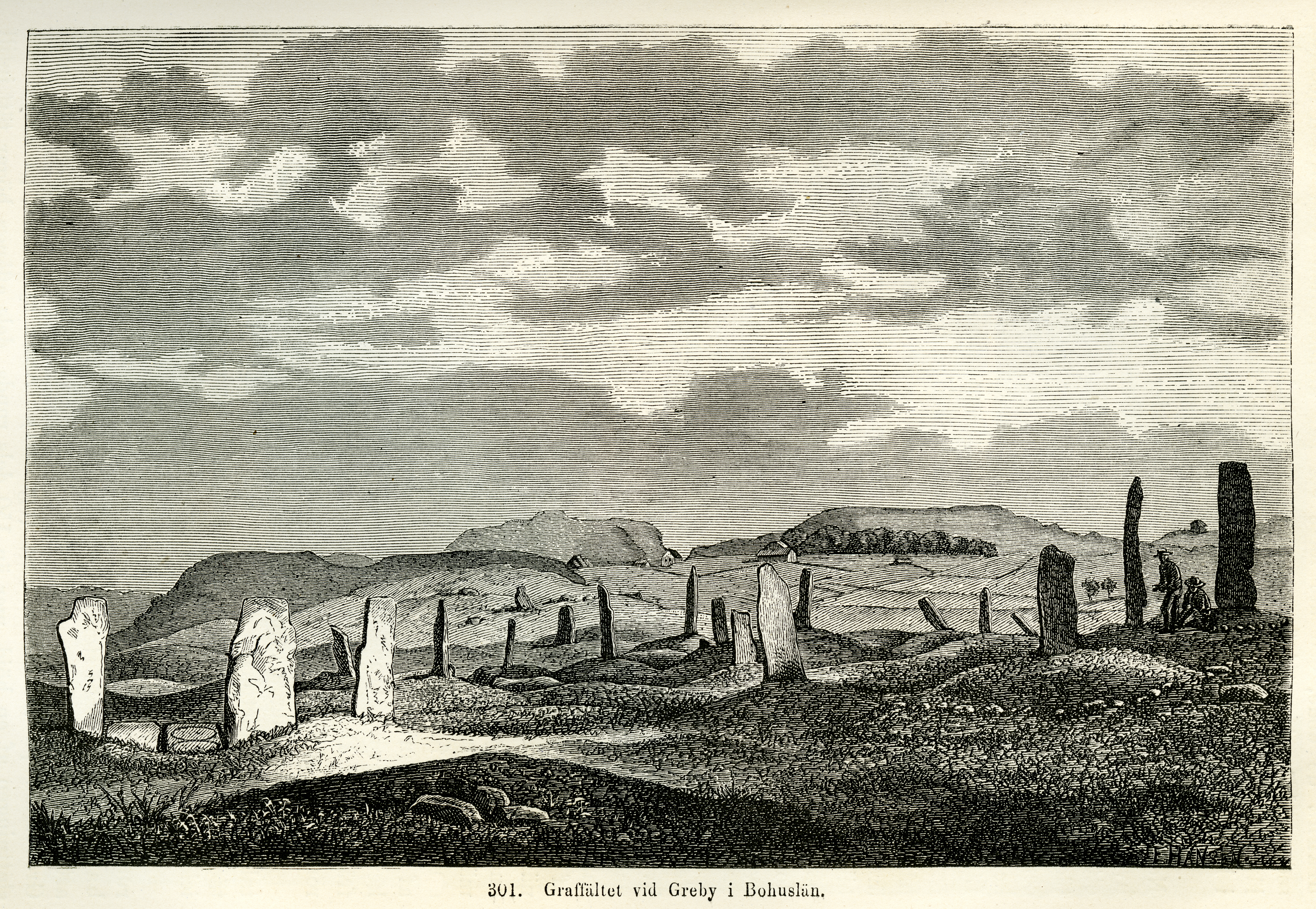
Begraafplaats bij Grebbestad

## Galerij

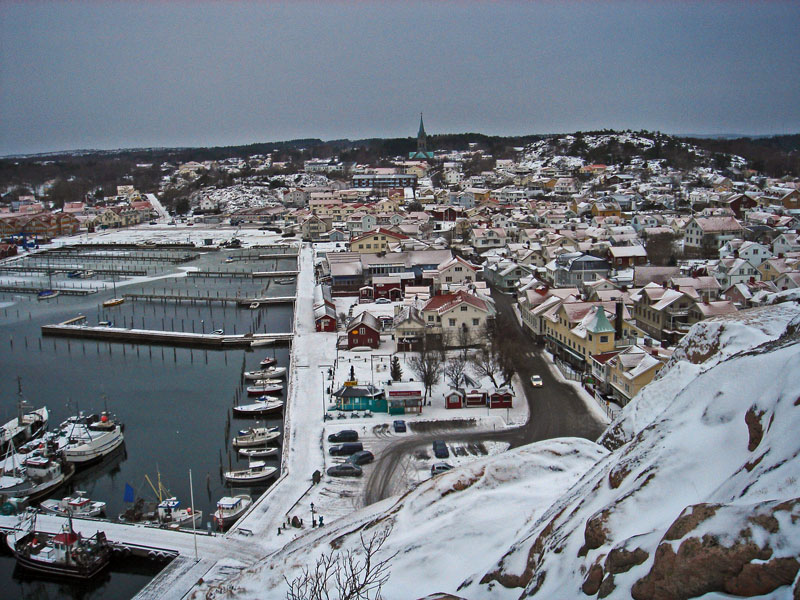
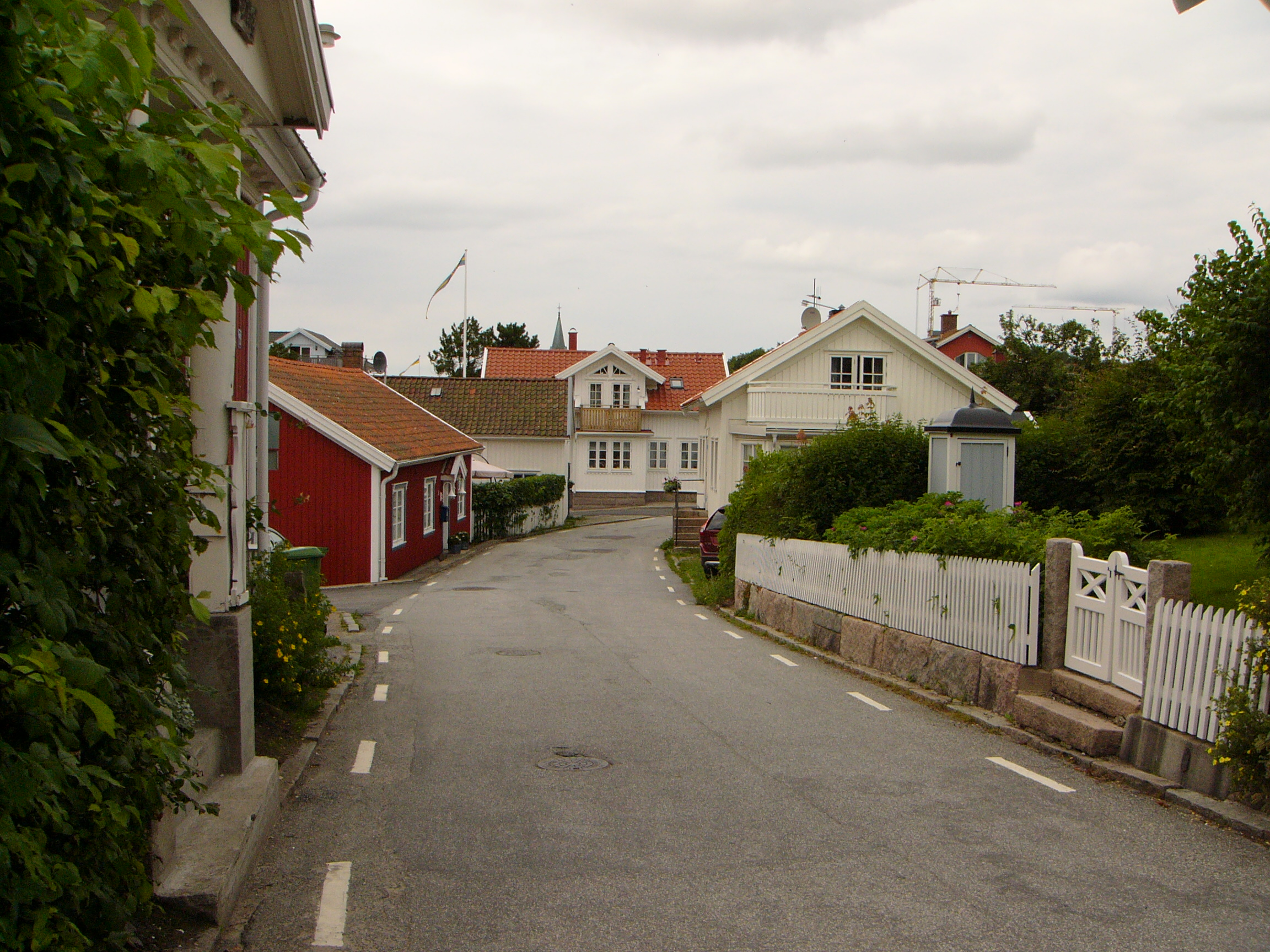
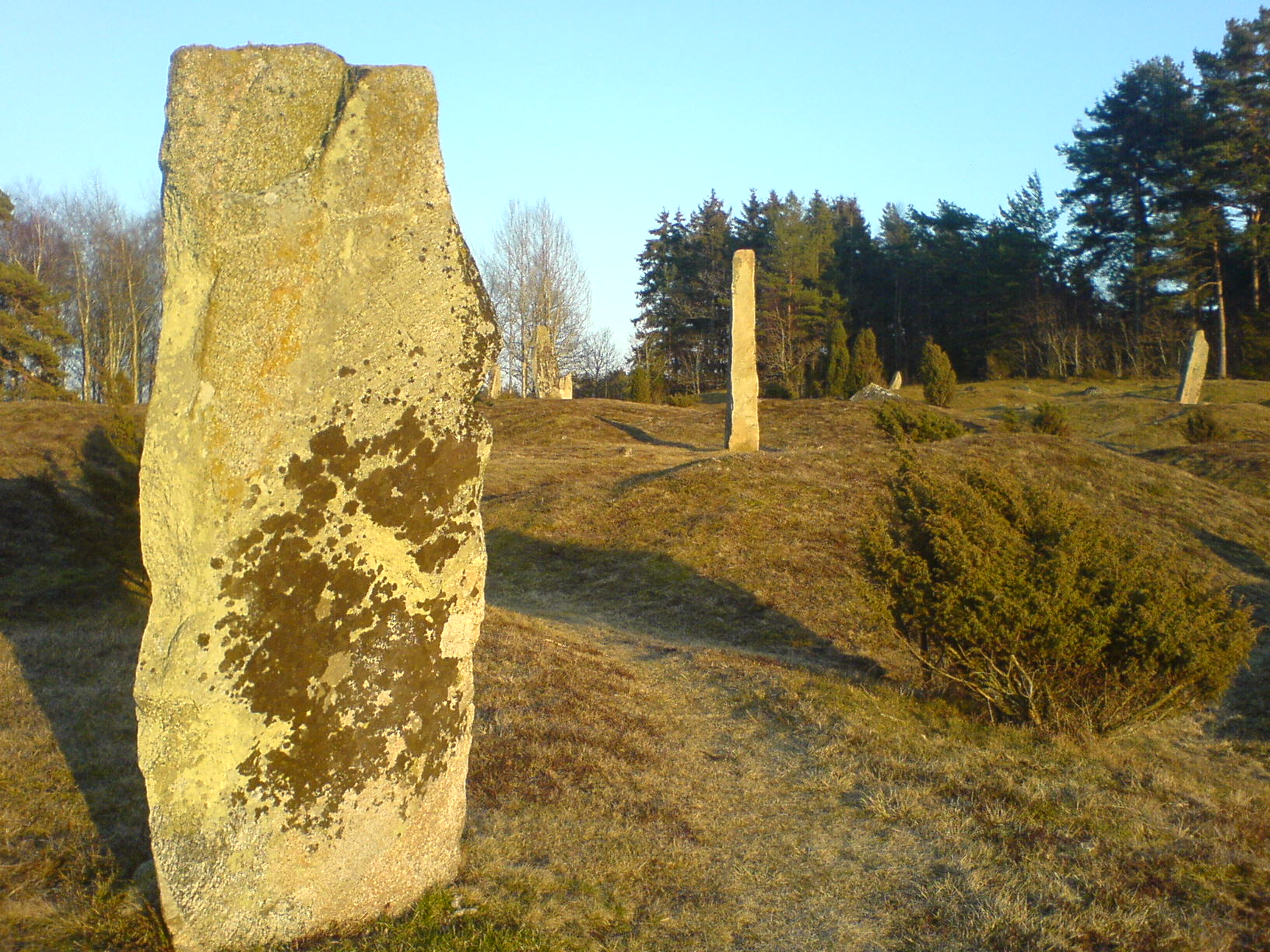

## Verkeer en vervoer
Bij de plaats loopt de Länsväg 163.